# Clemente Galano
Clemente Galano (Sorrento, 21 aprile 1611 – Leopoli, 14 maggio 1666) è stato un missionario e presbitero italiano sacerdote dei chierici regolari teatini, confessore.

## Biografia
Giuseppe Galano, un religioso originario di Sorrento, entrò nel monastero teatino di Sorrento all'età di 15 anni e prese i voti nel 1628 presso il monastero teatino dei Santi Apostoli a Napoli. Fu inviato come missionario in Georgia per riunire la Chiesa armena con Roma, ma le trattative con il patriarca armeno non ebbero successo. Successivamente, a Costantinopoli, Galano fondò un collegio e pubblicò una grammatica e logica armena, ma a causa dell'opposizione del patriarca Davide, fu espulso e tornò a Roma. Qui, ricevette il sostegno di papa Urbano VIII e fu nominato professore presso il Collegio Urbano della Congregazione Propaganda Fide. Scrisse un importante scritto sulla riconciliazione della Chiesa armena con Roma. Nel 1663, fu inviato in Polonia per lavorare alla riunificazione degli armeni polacchi con la Chiesa di Roma e fondò un collegio armeno a Leopoli. Purtroppo, Galano morì poco prima del successo della missione, ma il suo ex discepolo Louis Pidou continuò l'opera con successo e vide la fine dello scisma.

## Opere
- Grammaticae et logicae institutiones linguae literalis Armenica : addito Vocabulario Armeno-Latino omnium scholasticarum dictionum / Armenis traditae a D. Clemente Galano, 1645
- Conciliationis Ecclesiae Armenae cum Romana, 2 Bände; Band 1, Rom 1650–1658; Band 2, Rom 1661
- Clementis Galani historia Armena, ecclesiastica et politica : nunc primum in Germania excusa et ad exemplar romanum diligenter expressa. Coloniae 1686